# Henan Songshan Longmen
Henan Songshan Longmen (Chinesisch: 河南嵩山龙门) ist ein Fußballverein aus Zhengzhou in China. Er spielt in der Chinese Super League, der höchsten Liga des Landes. Seine Heimspiele trägt der 1958 gegründete Verein im Zhengzhou-Hanghai-Stadion aus. Er ist mehrfach auf- und abgestiegen, zuletzt gelang nach dem Gewinn der Zweitligameisterschaft in der Saison 2013 der Aufstieg in die Super League. 2015 belegte er den fünften Rang.

## Vereinserfolge

### National
- 2. Liga

Meister und Aufsteiger 1989, 2006, 2013

## Stadion

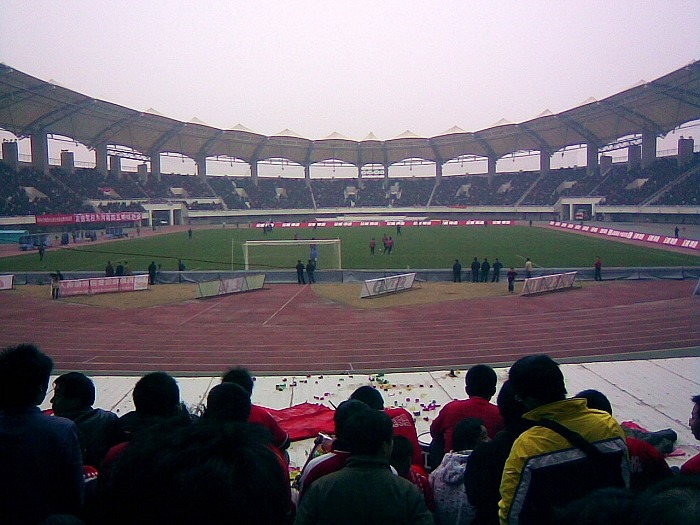
Zhengzhou Hanghai Stadium

Der Verein trägt seine Heimspiele im Zhengzhou Hanghai Stadium in Zhengzhou in der Provinz Henan aus. Das Stadion hat ein Fassungsvermögen von 29.860 Personen. Eigentümer der Sportanlage ist die Central China Real Estate Limited.

## Platzierungen in der Chinese Super League
| Saison   | 2004 | 2005 | 2006 | 2007 | 2008 | 2009 | 2010 | 2011 | 2012 | 2013 | 2014 | 2015 | 2016 | 2017 | 2018 | 2019 | 2020 | 2021 | 2022 |
| -------- | ---- | ---- | ---- | ---- | ---- | ---- | ---- | ---- | ---- | ---- | ---- | ---- | ---- | ---- | ---- | ---- | ---- | ---- | ---- |
| Liga     | 2    | 2    | 2    | 1    | 1    | 1    | 1    | 1    | 1    | 2    | 1    | 1    | 1    | 1    | 1    | 1    | 1    | 1    | 1    |
| Position | 7    | 10   | 1    | 12   | 10   | 3    | 8    | 13   | 16   | 1    | 14   | 5    | 13   | 14   | 12   | 8    | 8    | 5    |      |

## Spieler
- Emmanuel Olisadebe (2008–2010)
- Chris Katongo (2011–2013)
- Enis Hajri (2012)
- Nando Rafael (2013–2014)
- Gibril Sankoh (2013–2015)
- Rafael Marques Mariano (2014–2015)
- Mateusz Zachara (2015–2016)